# The Biography Channel (Reino Unido e Irlanda)
The Biography Channel (también conocido como Bio.) era un canal de entretenimiento general disponible en algunos países europeos. El canal fue lanzado en octubre de 2000 en una joint-venture entre A+E Networks y Sky en el Reino Unido. Más tarde comenzó a estar disponible en Irlanda, Países Bajos y Bélgica. La programación del canal, como su nombre lo indica, estaba compuesta de biografías de personas famosas, incluyendo bandas de música, políticos y criminales. El canal cesó transmisiones el 4 de noviembre de 2013 a las 6:00 a. m. (UTC +0) y fue reemplazado por Lifetime.

## Disponibilidad
En el Reino Unido el canal estaba disponible en Sky, Smallworld Cable y Virgin Media. En Irlanda estaba disponible en Sky y UPC Irlanda. En Bélgica se podía ver por Telenet.

## Bio. HD
Una versión de alta definición del canal fue lanzada en la plataforma Sky. El 5 de noviembre de 2008, comenzó a estar disponible en UPC Irlanda a partir de octubre de 2009. Bio. HD mantenía una programación diferente que al canal de definición estándar y compartía tiempo con el canal Crime & Investigation Network HD. El canal fue cerrado el 3 de julio de 2012 y Crime & Investigation Network HD comenzó a transmitir 24 horas del día.